# Гулдсборо (Мен)
Гулдсборо (англ. Gouldsboro) — місто (англ. town) в США, в окрузі Генкок штату Мен. Населення — 1703 особи (2020).

## Демографія
Згідно з переписом 2010 року, у місті мешкало 1737 осіб у 773 домогосподарствах у складі 528 родин. Було 1442 помешкання
Расовий склад населення:
| - 97,8 % — білих - 0,3 % — корінних американців - 0,2 % — чорних або афроамериканців - 0,2 % — азіатів - 0,1 % — вихідців з тихоокеанських островів |

До двох чи більше рас належало 0,6 %. Частка іспаномовних становила 2,4 % від усіх жителів.
За віковим діапазоном населення розподілялося таким чином: 17,2 % — особи молодші 18 років, 59,7 % — особи у віці 18—64 років, 23,1 % — особи у віці 65 років та старші. Медіана віку мешканця становила 50,3 року. На 100 осіб жіночої статі у місті припадало 101,3 чоловіків;  на 100 жінок у віці від 18 років та старших — 98,8 чоловіків також старших 18 років.
Середній дохід на одне домашнє господарство  становив 78 691 долар США (медіана — 49 844), а середній дохід на одну сім'ю — 99 319 доларів (медіана — 66 250). Медіана доходів становила 51 635 доларів для чоловіків та 34 792 долари для жінок. За межею бідності перебувало 15,9 % осіб, у тому числі 27,1 % дітей у віці до 18 років та 10,5 % осіб у віці 65 років та старших.
Цивільне працевлаштоване населення становило 691 особа. Основні галузі зайнятості: сільське господарство, лісництво, риболовля — 21,9 %, освіта, охорона здоров'я та соціальна допомога — 20,1 %, роздрібна торгівля — 11,0 %, виробництво — 10,3 %.